# Brenda Ann Spencer
Brenda Ann Spencer (San Diego, 3 de abril de 1962) é uma assassina em massa estadunidense, responsável quando ainda era adolescente pelo ataque a uma escola primária que ficava em frente à sua casa, matando duas pessoas e ferindo outras nove (oito crianças e um policial) — crimes pelos quais recebeu uma pena indeterminada que vai do mínimo de 25 anos à prisão perpétua.
O crime, ocorrido em 1979, foi o primeiro contra uma escola dos Estados Unidos desde o massacre de Bath School em 1927, e inspirou o cantor Bob Geldof a compor uma música manifestando o choque pelo ataque, baseada na declaração de Brenda Spencer a um repórter, de que praticara o ato porque "eu odeio segundas-feiras" (I don't like Mondays, no original). Brenda também foi a primeira mulher a se tornar uma atiradora que ataca escolas.
Por seu tipo de ataque ela se tornou protagonista do que os americanos chamam de berserk crimes — referência à ferocidade com que os berserkers (tipo de guerreiro associado aos povos nórdicos) agiam — expressão que define os assassinos que praticam seus crimes possessos pela fúria.
Também é considerada como autora do primeiro ataque a escolas por um atirador, numa série que inclui os massacres de Columbine e o de Newtown — crimes para os quais ela uma vez admitiu possivelmente ter inspirado.

## Contexto familiar
Brenda era filha do casal Dorothy Nadine Hobel e Wallace Edward Spencer, que se casou no dia 12 de dezembro de 1954, em Chula Vista (subúrbio de San Diego, na Califórnia, que se desenvolvera após o retorno de ex-combatentes da II Guerra Mundial); ela tinha 19 anos, e ele 25.
Ainda nos primeiros dias do casamento Dorothy concluiu o bacharelado em negócios numa faculdade local, e nos três primeiros anos estudou em outros cursos; logo abriu um escritório de consultoria, granjeando uma boa clientela e ótima reputação na sociedade; durante seis meses ao ano era escriturária do Andy Williams Open Golf Tournament of Torre Pines, que integrava o PGA Grand Tour. Já o marido não passava de técnico de manutenção na San Diego State University, trabalho que manteve até os eventos criminosos protagonizados por sua filha.
O primeiro filho do casal, Scott Matthew Spencer, nasceu em 1956; a segunda, Theresa Lynn, nasceu em 1958, ao passo que Brenda é de 1962.
Em janeiro de 1972, 18 anos após o casamento, Dorothy pediu o divórcio; segundo os registros, ela alegou que o marido tinha outra mulher, havendo ficado por um ano afastado da família; durante a decisão da guarda dos filhos, estes foram ouvidos separadamente pelo juiz e a maioria deles optou por ficar com o pai, o que fez o juiz decidir deixar a guarda com Wallace, a fim de mantê-los juntos; Dorothy teve regulado seu direito de visitas, mas não se sabe ao certo se, ou por quanto tempo, manteve contato com os filhos.

## Vida e comportamento antes do ataque
Nascida numa típica família americana, sempre foi uma garota solitária e complexada com sua aparência física — odiando desde a cor de sua pele, o cabelo ruivo, as sardas até os largos óculos para miopia. Contudo, até a separação de seus pais ela era considerada uma garota normal e feliz, praticando vários esportes, que gostava dos animais e uma talentosa fotógrafa.
Com o divórcio de seus pais Brenda ficou sob a guarda do genitor, Wallace Spencer, que era alcoólatra e, segundo ela afirmou mais tarde, teria lhe aplicado maltratos e lhe abusado sexualmente; tudo isto lhe reforçou o comportamento antissocial. Passaram a residir num subúrbio operário de San Diego, justo na rua da escola primária Cleveland, onde Brenda estudou até 1974 — uma proximidade tão grande que a entrada do colégio era visível das pequenas janelas da porta de entrada da nova residência. Começou a andar com outro garoto problemático, e tinha obsessão pelo roqueiro Alice Cooper.
Assim como outros notórios criminosos em série, Brenda praticava a crueldade contra os animais — ateando fogo aos rabos de cães e gatos; esse tipo de conduta não foi levado a sério pelos agentes de aplicação da lei — apesar de as evidências serem crescentes da ligação entre essas práticas maldosas ao comportamento violento e antissocial, segundo o psicólogo Randall Lockwood.
Dorothy declarou que por muitas vezes visitou sua filha nesta época, mas Brenda se recorda de ter ido até a casa da mãe após as aulas, sem ser convidada, e ficar por horas esperando-a na frente, e nunca ficou claro se a mãe ficava contente com essas visitas. Michael McGlinn, advogado de Brenda, definiu sua mãe como "uma pedra" e que ela nunca estabeleceu um relacionamento com a filha; o pai, por sua vez, foi por ele definido como "um homem amargo, que odiava o mundo" e que começara a beber muito: quando a polícia entrou na casa, após o tiroteio, encontrou garrafas de bebida pela metade em todos os lugares.
Em junho de 1973 Wallace começou a atrasar o pagamento da pensão à ex-mulher e em maio de 1974 solicitou judicialmente a interrupção desta obrigação; sua vida era de quase-pobreza, naquela época — dormia com Brenda num colchão de solteiro na sala de estar; finalmente, pediu que a ex-mulher lhe pagasse uma pensão de 150 dólares ao mês, pelos três filhos.
Nalgumas noites em que o pai chegava bêbado, batia em Brenda e a molestava; mas noutras ocasiões ele a tratava bem: comprava-lhe bichos de estimação e ensinou-a a manejar um rifle — atividade que ele gostava — e comprou-lhe uma espingarda de ar comprimido.
Juntos, pai e filha, iam para as colinas praticar tiro ao alvo, de modo que Brenda tornou-se excelente atiradora. Uma ex-colega, que pediu anonimato, declarou em 1979 que foi com ela ao deserto praticar a pontaria e que "ela matou um monte de lagartos e esquilos. Ela quase nunca errava"; já outro amigo declarou que o sonho de Brenda era tornar-se uma atiradora profissional.
Apesar de sua mãe ter declarado que Brenda "era sempre feliz, uma boa criança, bem comportada, nunca teve problemas na escola (...) Esta era a minha garotinha", ela havia por conta própria aos dez anos começado a usar heroína (vício que manteve até os 27 anos) e várias outras drogas; as bebidas alcoólicas também faziam parte de seus hábitos, já que estas estavam fartamente disponíveis na própria casa.
Foi repreendida por um vizinho, aos 11 anos, por atirar em aves com chumbinho; faltava às aulas e tinha outros problemas comportamentais que levaram à sua internação numa escola para crianças "especiais"; seus pais, chamados para uma reunião de pais e mestres, ficaram indiferentes quando lhes foi dito que a filha era uma suicida.
Ela então passou a construir um novo status criminal: gabava-se na sala de aula de fazer uso de LSD, maconha e pílulas; quando na televisão um policial recebia um tiro, ela gritava "Muito bem!" e por várias vezes disse que queria matar agentes da polícia, chamando-os de "porcos"; numa idade mais madura ela declarou que seria homossexual desde o nascimento.
Após o período no centro para jovens com problemas seu comportamento tornou-se mais violento; nas férias de verão de 1978 foi detida por disparar contra o prédio da escola primária, que ficava do outro lado da rua de sua casa, com sua espingarda de ar comprimido, com a qual também abatia aves que caíam mortas na vizinhança.
Brenda tinha alguns amigos, mas muitos tinham medo dela e mantinham distância; uma colega declarou que "ela era legal, mas era muito doida. Éramos legais com ela porque a gente tinha medo dela (...) Eu não gostava dela porque sempre falava sobre matar coisas", enquanto um colega de sua classe de história se recordava de que Brenda muitas vezes perguntava em voz alta como seria a sensação de atirar em pessoas.

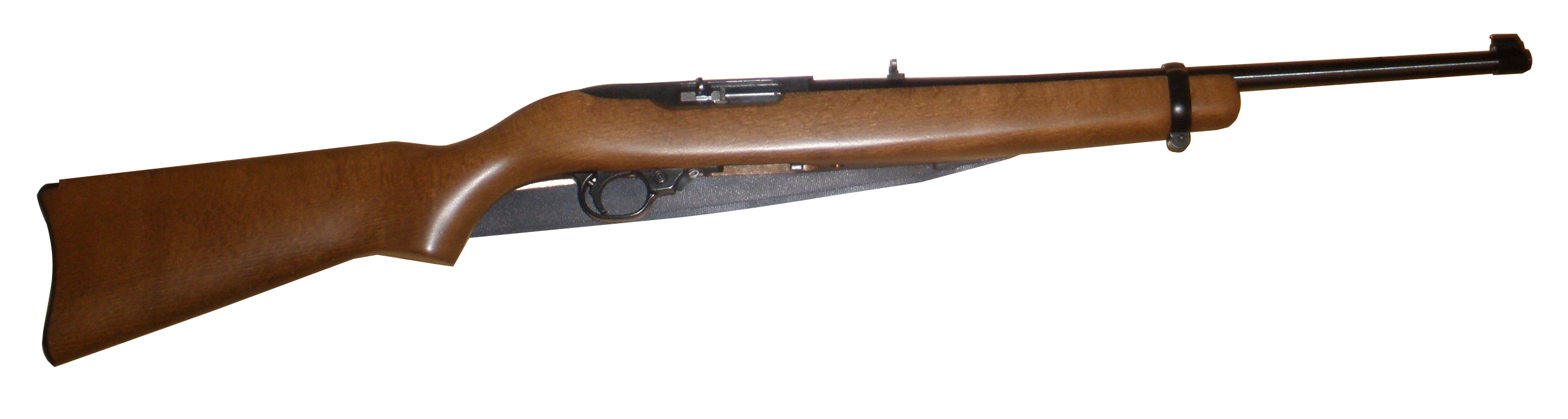
Ruger calibre 22 — em vez de um rádio, Brenda ganhou um rifle desses.

Apenas seu pai não percebeu a conduta crescentemente perigosa da filha e recusou-se a permitir sua internação quando esta foi sugerido por seu oficial de condicional, após uma avaliação médica por depressão que deliberou que ela deveria ser tratada num hospital psiquiátrico por representar um perigo a si mesma e aos outros; em vez disso, naquele ano, quando a filha pedira-lhe um rádio pelo natal, deu-lhe de presente um rifle Ruger calibre 22, com mira telescópica e 500 cartuchos de munição.
Brenda tratou então de aperfeiçoar sua pontaria nas semanas seguintes, treinando para o ato que viria a ocorrer no dia 29 de janeiro de 1979, aparentemente porque era uma segunda-feira.

## O ataque à escola Grover Cleveland Elementary
Brenda saiu à janela de sua casa e, através da rua, com o rifle que ganhara no natal, passou a alvejar aqueles que se dirigiam à Grover Cleveland Elementary School, atingindo mortalmente duas pessoas, ferindo ainda oito crianças e um policial, Robert Robb, que foi o primeiro agente a chegar ao local, e foi ferido no pescoço.
O ataque teve início às 8h30min, assim que os alunos começaram a chegar para as aulas; no início as pessoas pensaram que se tratavam de fogos de artifício, até que viram os corpos caindo ao chão.

O diretor Burton Wragg (esquerda) e o zelador Mike Suchar (direita), as duas vítimas fatais.

O diretor da escola, Burton Wragg, então aos 53 anos, foi atingido e morto quando corria para ajudar uma das crianças; o zelador Michael Suchar (56 anos) que correu em direção ao diretor, foi morto em seguida.
Durante o tiroteio Brenda foi contatada por acaso por dois jornalistas do San Diego Evening Tribune que, tentando telefonar para os vizinhos, acabaram ligando para sua casa; ela então deu uma entrevista na qual justificou estar fazendo aquilo porque "Eu não gosto de segundas-feiras. Isto vai animar o dia."
Ela interrompeu o tiroteio apenas porque um outro policial, auxiliado pelo segurança de uma outra escola próxima, estacionou um caminhão de lixo diante da escola, o que lhe bloqueou a linha de tiro.

### A entrevista em meio ao ataque
Após o primeiro contato o repórter do hoje já extinto jornal de San Diego lhe perguntou se era realmente ela quem estava fazendo aquilo, ao que Brenda respondeu: "E quem você acha que fez isso?", desligando em seguida.
Stevens, o jornalista, ligou novamente e pediu-lhe uma entrevista; a garota então contou que havia dito ao pai que estava doente e, assim, ficara em casa faltando à escola; ela disse que só estava fazendo aquilo porque achava divertido e, como ele insistia em saber o motivo dos tiros, ela continuou: "Eu apenas não gosto de segundas-feiras. Você gosta de segundas-feiras? Fiz isso como uma forma de alegrar o dia. Ninguém gosta de segundas-feiras".
Questionada se estava sozinha em casa, Brenda foi irônica: "Você acha que eu faria isso se tivesse mais alguém na casa?", o que fez o jornalista relatar que ela aparentava calma e controle da situação; Brenda continuou dizendo que não via nada de mais em atirar nas pessoas que ela sequer conhecia, mas revelou preocupação com o que seu pai diria sobre o que estava a fazer: "Meu pai vai me matar quando chegar em casa e descobrir tudo" e, quando o jornalista disse que ela poderia ter matado três ou quatro pessoas, ela pareceu achar pouco: "Isso foi tudo?", e completou: "Eu vi um monte de penas voar".
Após admitir suas prisões anteriores, a entrevista terminou com Brenda declarando: "Tenho que ir agora. Eu atirei num porco (o policial), acho, e quero atirar um pouco mais." Enquanto a entrevista ocorria uma outra equipe do San Diego Evening Tribune, avisada sobre a estranha entrevista, avisou à polícia que, até aquele momento, não havia identificado de onde partiam os tiros; as informações passadas por Brenda acabaram permitindo que ela fosse presa, sem mais feridos.

### Negociando a rendição
Sabendo finalmente de onde partiram os tiros, os policiais então evacuaram as crianças que estavam no interior da escola pelo lado oposto ao da casa de Brenda; elas foram então embarcadas num ônibus e levadas ao auditório da Pershing High School, que ficava a três quadras dali, onde finalmente puderam se juntar aos seus aflitos pais.
Entrou em cena, ao meio-dia, um experiente negociador que, por telefone, contatou a garota que o atendeu perguntando por que eles demoraram tanto para conseguir ligar-lhe, já que um repórter o fizera horas antes. As negociações foram difíceis pois Brenda tinha ali tudo o que necessitava: não poderiam oferecer-lhe comida, água, um veículo de fuga ou mesmo anistia — já que a menina estava em sua própria casa: as conversas seguiram por três horas, com o negociador procurando conquistar-lhe a confiança.
Durante esse tempo a multidão que se juntara além da zona de isolamento gritava para que os policiais atirassem nela, invadissem a casa enquanto ela estivesse distraída conversando, mas os agentes decidiram aguardar. Finalmente, seis horas e meia depois de iniciar o tiroteio, Brenda se rendeu a oficiais da SWAT; ela havia disparado cerca de 40 vezes e declarou aos negociadores que gostava de ver as crianças se contorcerem após serem atingidas.
Após as três horas de negociação ela enfim depositou o rifle 22 e a espingarda de chumbinhos na calçada e voltou para dentro da casa; depois o negociador a convenceu a se desfazer da munição e ela depositou enfim as centenas de cápsulas na calçada; foi assim algemada e levada a um carro da polícia parado ali perto e conduzida para a sede da polícia e, de lá, para o Juvenile Hall, onde ficou detida (e onde conheceu outra jovem, chamada Shiela McCoy, que viria a seguir fazer parte de sua família).

### Vítimas sobreviventes
Uma das vítimas do ataque, então com nove anos de idade, foi Christy Buell, que havia aos dois anos perdido a mãe para uma leucemia — de forma que seu pai declarou que perdê-la também seria uma dor inimaginável; Christy recebeu dois tiros: um no abdômen e outro nas costas, ficando hospitalizada por um mês e passando outros 18 em recuperação. Do ataque não restaram sequelas físicas, mas sim as psicológicas das quais ela declarou, dez anos mais tarde quando de outro ataque em escola, jamais se recuperar.
Na mesma ocasião da entrevista de Christy, Monica Selvig deixou de falar sobre o assunto, o que coube ao seu pai, Lee Selvig: Monica recebeu um tiro no estômago cuja bala saiu próximo à coluna vertebral, quando tinha oito anos; ela não ficou com sequelas físicas, mas ao saber de um novo ataque a escola todos da família reviveram aqueles momentos de terror, pelo qual novas famílias estavam passando.
Julie Robles tinha 10 anos quando foi alvejada e o projétil impressionou os médicos pois, apesar de ter passado próximo a um dos rins, não afetou qualquer órgão vital, atravessando-a de modo que apenas deixou uma pequena lesão.
Charles Miller tinha nove anos e foi deixado na frente da escola por sua mãe, quando viu o diretor e o zelador deitados no chão e então "apagou"; ele fora também alvejado no peito; Miller declarou, anos depois, que não sentia ódio de Brenda, mas que ela deveria permanecer presa por toda a vida; ele seria o oficial de um de seus pedidos de condicional.

## Julgamento

Brenda algemada, durante seu julgamento em 1979

Durante os exames psicológicos levados a cabo antes do julgamento foi identificada uma lesão no lobo temporal de Brenda, atribuído a um acidente de bicicleta — o que provavelmente justificasse a conduta excêntrica e contraditória que apresentava em sala de aula (as pancadas que recebeu na cabeça desferidas por seu pai não eram conhecidas até quando de seu pedido de condicional, em 2001).
Brenda parece ter sofrido de crises parciais de epilepsia, doença que é de duas a quatro vezes mais comum entre criminosos violentos do que entre as pessoas em geral e que poderia derivar das lesões identificadas; a epilepsia parcial é menos grave do que aquela com os sintomas associados ao termo — mas este mal é bastante controverso como matéria de defesa devido ao uso muitas vezes dissimulado.
Em razão da grande comoção havida, estudos mostraram que este caso provocou uma grande sensibilização popular e uma consequente predisposição em considerar a ré culpada — o que motivou o pedido de desaforamento do caso; este foi concedido no entendimento do Juiz William Low da Corte Superior de San Diego, transferindo-o para Santa Ana
Os advogados chegaram a articular uma defesa na qual alegariam insanidade, ao passo em que a promotoria elaborou uma acusação de duplo assassinato em primeiro grau e várias lesões.
A despeito disto, Brenda declarou-se culpada pelo assassinato de suas duas vítimas fatais. Em 1.º de outubro de 1979 foi condenada a uma pena mínima de 25 anos a perpétua, a ser cumprida no California Institution for Women — instituição penal que fica 5 horas ao norte de San Diego, sem necessidade de haver um júri, uma vez que ela fez acordo com a promotoria.

## A escola

Placa memorial aos mortos de 1979: com a venda do terreno da escola, a população lutou por sua preservação.

Com a má reputação causada pelo episódio a Grover Cleveland Elementary acabou por fechar suas portas, em 1983; uma placa relembrando as vítimas fatais fora colocada no local.
O terreno pertencente ao Distrito Escolar Unificado de San Diego foi alugado, mais recentemente para a Magnolia Science Academy, que pagava um aluguer anual de US$ 61 728,12 por ano, enquanto o imóvel gerava um custo, pelo mesmo período, de US$ 115 749,00; em face disso o Distrito resolveu colocá-lo à venda e a Magnolia fez uma oferta em 19 de julho de 2014, mas esta não foi aceita.
Em 24 de fevereiro de 2015 os curadores do Distrito aceitaram uma oferta de US$ 6,1 milhões pela área de 8,76 acres da Avenida Lake Atlin oferecidos pela Quail Capital Investments, que tenciona construir um condomínio de 35 a 45 casas residenciais; em junho de 2014 dois alunos da Magnolia redescobriram o memorial, ao observarem um homem que levara flores e acendia velas no lugar — dando início a uma limpeza, jardinagem e conservação dele, com ajuda das escoteiras; a partir disso em 21 de janeiro de 2015 uma petição pública assinada por 185 pessoas, incluindo ex-alunos da Cleveland Elementary, solicitou das autoridades a manutenção do memorial em homenagem às duas vítimas fatais que, com heroísmo, morreram tentando proteger as crianças que ali estudavam; o responsável pelo negócio, Andy Gerber, assegurou que tomaria as medidas para a preservação do memorial, mesmo que isto signifique transplantá-lo para um local mais adequado.
Em dezembro de 2015 a empreendedora apresentou os projetos das casas residenciais que iria erguer no local, ao tempo em que o colégio Magnolia tinha prazo até meados de 2016 para se realocar; o grupo proprietário assegurou, na ocasião, que a placa memorial teria um lugar de destaque no projeto paisagístico do loteamento, para que possa ser visto por todos e homenagear as duas vítimas fatais.

## O pai, a colega de cela e uma nova irmã
Já às 8 e meia da manhã seguinte o repórter Carl M. Cannon, do San Diego Union, bateu à porta da casa de Brenda querendo entrevistar seu pai; pela janela viu Wallace sentado numa cadeira na sala de estar, olhando para o vazio; mais tarde um aviso foi colocado na porta, informando que Wallace Spencer estava em estado de choque pelo ocorrido e gostaria de ser deixado em paz.
Quando ainda estava no centro juvenil aguardando sua sentença, Brenda conheceu uma garota de 17 anos com quem compartilhou a cela — Shiela McCoy, que fugira de sua casa no Arizona; Shiela foi logo liberada para ficar numa casa de albergue mas, achando as regras ali muito rigorosas, procurou abrigo na casa de Wallace Spencer que, agora, vivia solitário e a acolheu: a garota era tão parecida com Brenda que no tribunal alguém chegara a perguntar a um dos seus advogados, ao ver Shiela passar, como Brenda havia conseguido a liberdade tão rapidamente.
Wallace logo engravidou a jovem hóspede e quando a oficial da condicional da garota soube da gestação, isto foi interpretado pelas autoridades como violação de seu benefício — e ela deveria optar entre voltar para a cadeia ou se casar com o pai do seu filho; ao saber da decisão, Wallace aceitou casar-se — o que ocorreu em 26 de março de 1980, em Yuma, no estado natal de Shiela; mas, após dar a luz, ela fugiu e deixou a filha com Wallace que, numa entrevista de 2006, declarou que a garota ainda vivia com ele, cursando na universidade o curso de sociologia.

## Ataque a escola homônima, dez anos depois
Em 17 de janeiro de 1989 (uma terça-feira), um homem munido de um rifle semi-automático abriu fogo contra as crianças da escola elementar de Stockton, também na Califórnia, matando cinco delas e ferindo outras 29, além de ferir um professor — num ataque que durou de três a quatro minutos; a escola também se chamava Cleveland Elementary School, e o massacre ocorreu após quase exatamente uma década daquele praticado por Brenda.

## Tentativas de condicional e vida na prisão
Brenda tentou sem sucesso o livramento condicional em 1993, 2001, 2005 e 2009 — sendo que após este último o pedido do benefício só poderá ser feito dali a dez anos.
No primeiro dos pedidos, em 1993, Brenda alegou que fizera os ataques por estar sob a influência de drogas — mas os exames toxicológicos então realizados deram negativo para o uso de substâncias estupefacientes.
Um outro pedido, que seria feito em 1998, foi desistido por Brenda — segundo seu advogado dativo Keith Stanton, por "razões táticas" e que só faria um novo pedido dali a três anos ao menos; na audiência Brenda seria confrontada por uma de suas vítimas — Charles Miller, que se tornara oficial de condicional, mas seu defensor declinou os motivos para a desistência, dizendo apenas que ela estava bem adaptada à prisão, e que sentia remorso pelas mortes que causara.
Na cadeia feminina de Chino onde cumpria pena, Brenda tinha um bom comportamento e aprendera a fazer pequenos consertos elétricos, em seus anos iniciais.
No pedido feito em 2001 Brenda alegou que, após o divórcio dos pais, vivia em "total negligência"; também nesta entrevista aos agentes revelou os maus-tratos a que o pai submetia-lhe; ela teria feito o curso dos Alcoólicos Anônimos e não apresentava incidentes de uso de drogas. Já em 2005 ela disse não mais se lembrar do evento e garantiu que, livre, seria um membro produtivo da sociedade trabalhando como operadora de empilhadeira; apesar de ter um comportamento considerado modelo na prisão, o benefício voltou a ser negado.

## Análises comportamentais
Segundo estudiosos da educação, crianças como Brenda possuem um perfil típico daqueles que sofrem bullying na escola — sendo esta uma prática que se mostra ainda mais destrutiva a pessoas que sejam "novatos, obesos, estrábicos, gagos, ruivos, portadores de limitações físicas ou mentais, negros, tímidos, homossexuais e membros de outros grupos étnicos".
Ela estaria entre os 87% dos atiradores contra escolas que sofreram esse tipo de violência escolar.
Durante seu pedido de condicional de 2005 foi reportado que ela ainda tinha uma personalidade psicótica; como exemplo de sua conduta instável lembrou-se que, quando sua namorada na prisão foi libertada em 2001 Brenda escrevera com fogo em seu braço, como tatuagem, as palavras — courage e pride ("coragem" e "orgulho", respectivamente) e ainda mantinha uma personalidade depressiva.

## Impacto cultural
Tão logo os noticiários divulgaram o fato, a comoção levou o cantor Bob Geldof da banda irlandesa The Boomtown Rats a compor a canção I Don't Like Mondays, que rapidamente tornou-se sucesso, ficando em primeiro lugar nas paradas em 30 países — menos nos Estados Unidos onde não foi lançada como single em deferência às vítimas.